# Victoria Fletcher
Victoria Fletcher (født 12. april 1993) er en australsk håndboldspiller. Hun spiller på Australiens håndboldlandshold, og deltog under VM 2011 i Brasilien.
Fletcher spiller for den svenske håndboldklub Spårvägen Handboll i Stockholm. Hun spiller i positionen ving. Hun har tidligere spillet for Australiens ungdomslandshold under Ungdomssommer-OL 2010..
Hun blev udtaget til at repræsentere Australien under VM 2011 i Brasilien .